# Arend (roofvogel)
Arenden zijn dagactieve, middelgrote tot grote roofvogels met brede vleugels, stevige snavel en scherpe klauwen. Arenden werden en worden veel gebruikt als symbool door landen en organisaties, omdat ze macht, schoonheid en onafhankelijkheid zouden uitstralen.

## Biologie
De roofvogels die in het Nederlands met de term 'arend' worden aangeduid behoren alle tot de orde van de Accipitriformes maar niet tot dezelfde familie of hetzelfde  geslacht en de verwantschapsrelaties zijn niet altijd duidelijk. Verreweg de meeste arenden behoren tot de familie Accipitridae (havikachtigen). De visarend behoort echter tot de familie Pandionidae (visarenden).
Soorten met 'arend' in de naam komen onder meer voor bij de volgende onderfamilies en geslachten:
- Onderfamilie Gypaetinae
  - Geslacht Eutriorchis Sharpe, 1875 (Madagaskarslangenarend)
- Onderfamilie Circaetinae
  - Geslacht Spilornis Gray, GR, 1840 (slangenarenden)
  - Geslacht Pithecophaga Ogilvie-Grant, 1896 (apenarend)
  - Geslacht Circaetus Vieillot, 1816 (slangenarenden)
- Onderfamilie Harpiinae
  - Geslacht Harpyopsis Salvadori, 1875 (1 soort: harpij-arend of Nieuw-Guinese harpij-arend)
  - Geslacht Morphnus Dumont, 1816 (wurgarend)
- Onderfamilie Aquilinae ("echte arenden")
  - Geslacht Nisaetus Hodgson, 1836 (kuifarenden)
  - Geslacht Spizaetus Vieillot, 1816 (Amerikaanse kuifarenden)
  - Geslacht Stephanoaetus Sclater, WL, 1922 (kroonarend)
  - Geslacht Lophotriorchis Sharpe, 1874 (roodbuikdwergarend)
  - Geslacht Polemaetus Heine, 1890 (vechtarend)
  - Geslacht Lophaetus Kaup, 1847 (Afrikaanse zwarte kuifarend)
  - Geslacht Ictinaetus Blyth, 1843 (Indische zwarte arend)
  - Geslacht Clanga Adamowicz, 1858
  - Geslacht Hieraaetus Kaup, 1844
  - Geslacht Aquila Brisson, 1760 (onder andere de steenarend)
- Onderfamilie Buteoninae
  - Geslacht Haliaeetus (zeearenden)
- Andere familie:  Pandionidae
  - Geslacht Pandion (visarend)

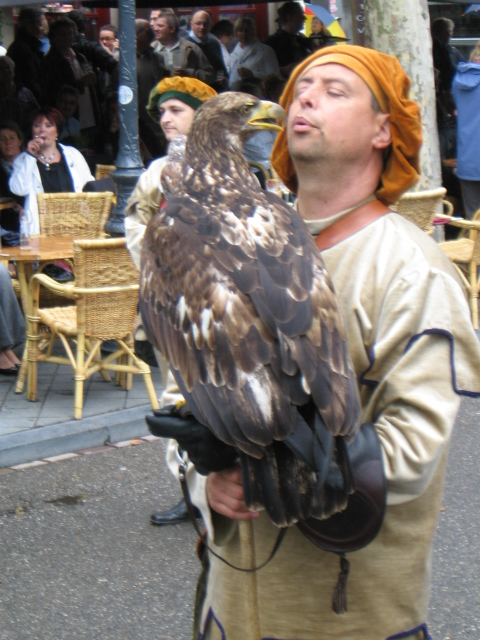
Valkenier met arend tijdens de Reuzenstoet in Maastricht

Zoals alle roofvogels hebben arenden een grote, krachtige haaksnavel, om vlees van een prooi af te scheuren. Daarnaast sterke poten en krachtige klauwen. Ze beschikken ook over een uitstekend gezichtsvermogen. Het verenkleed van mannetje en vrouwtje is gelijk, maar het vrouwtje is doorgaans groter. Ze krijgen hun volwassen verenkleed pas na enkele jaren.
Arenden komen hoofdzakelijk voor in Europa, Azië en Afrika. Wellicht een van de bekendste arenden, de Amerikaanse zeearend, leeft in Noord-Amerika. In Nederland en België komen voor de zeearend (Haliaeetus albicilla) (broedvogel in Nederland), de visarend (Pandion haliaetus) (doortrekker in beide landen, broedvogel in de Biesbosch), de slangenarend (Circaetus gallicus) (zomergast in Nederland, onder meer in het Fochteloërveen, dwaalgast in België) en de steenarend (Aquila chrysaetos) (dwaalgast).

## Adelaar als symbool
De arend wordt in vele landen en door verschillende organisaties gebruikt als symbool, omdat de arend macht, schoonheid en onafhankelijkheid zou uitstralen. De Amerikaanse zeearend is het nationale symbool van de Verenigde Staten. De arend was in de Romeinse legers het zinnebeeld van Jupiter en hij wordt nog steeds wel de 'koning der vogels' genoemd.

### Rijken en volken
De Ptolemaeïsche heersers van Egypte gebruikten de arend op hun zegel, terwijl de Romeinen de vogel gebruikten op de standaarden van hun legioen.
De Verenigde Staten adopteerden de Noord-Amerikaanse "Bald Eagle" als een prominent onderdeel van hun grootzegel. Op de Mexicaanse vlag staat een arend op een cactus met een slang in zijn snavel afgebeeld. Dit is een verwijzing naar de stichtingsmythe van Tenochtitlan, de voorloper van Mexico-Stad. Ook in onder meer Panama (harpij-adelaar), Duitsland, Montenegro, Polen, Servië, Roemenië, Rusland en Albanië heeft de arend hoge symbolische waarde.
De adelaar is het wapendier van het Duitse Rijk en de Bondsrepubliek. In de Nederlandse heraldiek is de adelaar iets zeldzamer maar de adelaar komt veel voor als "Friese adelaar" in Noord-Nederlandse wapens. De tweekoppige adelaar is zowel van het Duitse Rijk (al vanaf het Heilige Roomse Rijk), het Oostenrijkse keizerrijk (en ten tijde van de eerste republiek tijdens de Standenstaat) als Het Russische Rijk. Bij de Russen stond er echter op de borst van de arend een schild met daarop Sint Joris afgebeeld; van oudsher de beschermheilige van de tsaren en het Russische Rijk. In Albanië wordt de adelaar Shqiponje genoemd, en een naam van het Albanese volk voor hun land is Shqiptar, wat als het land van de adelaar wordt opgevat.

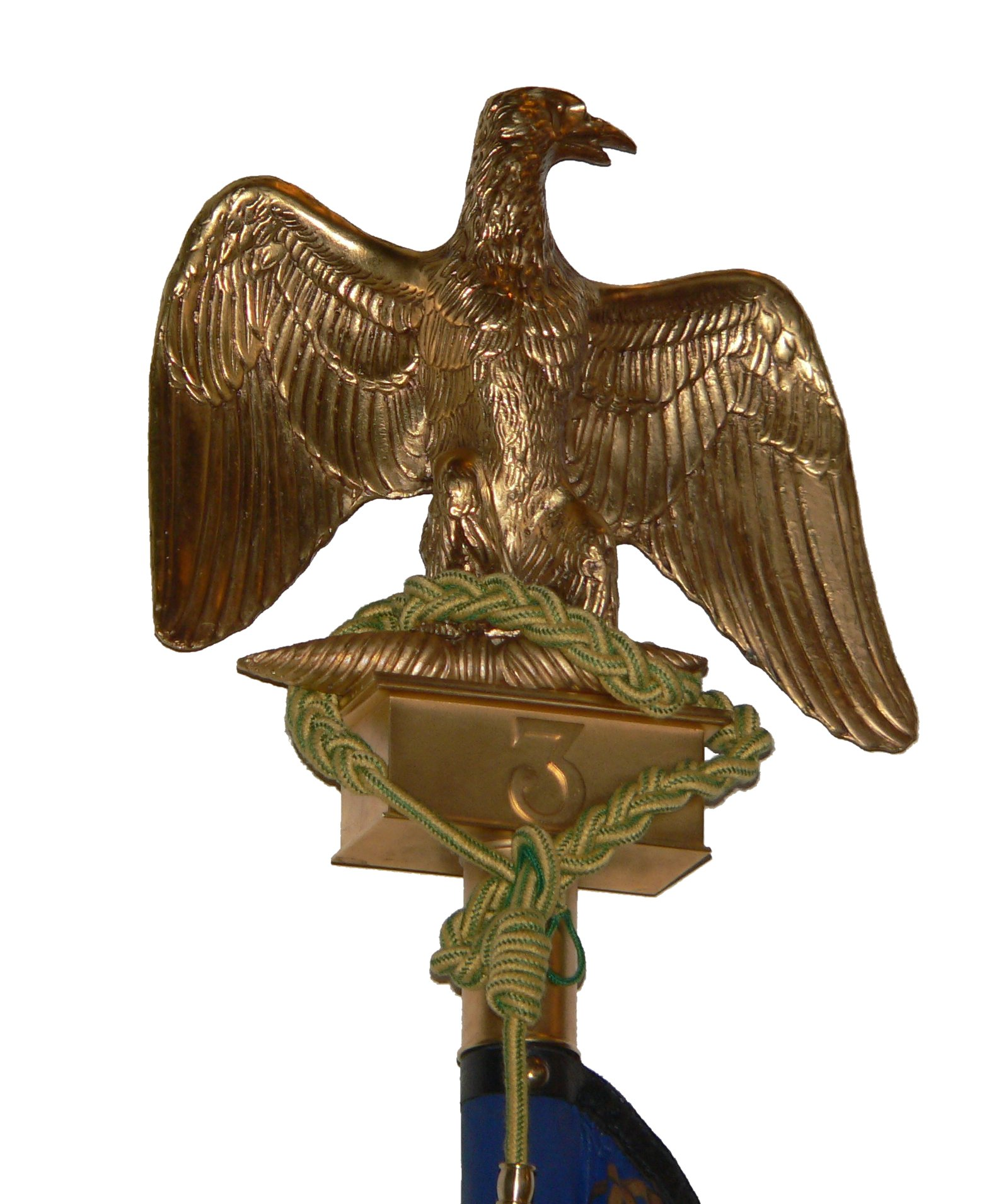
De standaard van Napoleon
Wapen van Aarau
Vlag van Arnhem
Grootzegel van de Verenigde Staten
Wapen van Armenië
Wapen van Duitsland
Wapen van Polen
Wapen van Rusland

### Religie
In de christelijke iconografie is de arend het symbool van de evangelist Johannes, die de Adelaar van Patmos wordt genoemd. Het is tevens het attribuut van Jupiter en Zeus in de Romeinse en Griekse mythologie de oppergod en god van de hemel en het onweer.